# 策林·旺楚克
达绍·策林·旺楚克，不丹法学家，於2014年受委擔任不丹首席大法官。2018年原任內閣解散，以便舉行國民議會選舉，他在這段期間接受國王委任，担任临时政府的首席顾问，在位期間使用不丹首相職權。

## 经历
达绍·策林·旺楚克拥有乔治华盛顿大学的法律硕士学位，以及德里大学的另一个法律学位。 旺楚克于1987年开始担任司法官员，担任高等法院法官的学徒。 从1990年到1995年，他在不丹王军担任少尉。 他于1993年至1999年担任高级法院的司法官员。从2006年至2010年，他在薩姆德魯瓊卡爾担任地区法院法官。他在2010年升任高等法院法官，又於2014年11月由国王任命为首席大法官。

## 首席顾问
2018年8月1日，不丹國民議會（下議院）解散，以便舉行國民議會選舉。 8月9日，国王委任临时政府的成員，由旺楚克担任首席顾问。8月11日，临时政府確定成員的職能，旺楚克负责管理內政部、文化部和外交部。